# 2017-es ausztriai parlamenti választás
A 2017-es ausztriai parlamenti választást október 15-én tartották. A Nemzeti Tanács – az osztrák parlament alsóháza – 183 tagját választották meg. A végleges eredmények szerint a választás győztese az Osztrák Néppárt (ÖVP) amely a szavazatok 31,5 százalékát szerezte meg. A második-harmadik helyen a Szociáldemokrata Párt (SPÖ) és az Osztrák Szabadságpárt (FPÖ) végzett: az SPÖ a szavazatok 26,9%-át szerezte meg, az FPÖ pedig 26%-ot. A Néppártnak 15-tel több képviselője lett a Nemzeti Tanácsban, azaz 62, az SPÖ-nek továbbra is 52 képviselője lett, az FPÖ pedig 11-gyel 51-re növelte képviselői számát. Az előző, 2013-as választásról még az SPÖ került ki legerősebb pártként, ezért ismét ők állították a kancellárt, Werner Faymann személyében, akit 2016 májusában Christian Kern váltott. Az ÖVP 2017-es győzelme Sebastian Kurznak hozta el a kancellári címet, aki az FPÖ-vel közös koalícióban megalakította az első Kurz-kormányt 2017. december 18-án.

## Háttér
A konzervatív Osztrák Néppárt (ÖVP) vezetője, Reinhold Mitterlehner május 10-én lemondott. Május 14-én a párt szövetségi bizottsága egyöntetűen Sebastian Kurz külügyminisztert választotta meg a párt új vezetőjének, és előrehozott választást írtak ki. Kurz bejelentette, hogy felállítanak egy független, de az ÖVP támogatta listát a választásokra ("Sebastian Kurz listája – Az új Néppárt", amely nyitva áll a nem-ÖVPs szakemberek és mások számára is.
Május 18-án a Zöld Párt vezetője, Eva Glawischnig is lemondott a tisztségeiről, családi és egészségügyi okokra hivatkozva. Említette okként azt is, hogy az elmúlt hónapokban nőtt a pártban a feszültség, miután kizárták az Ifjú Zöldeket, és hogy a választási kampány nagy kihívást fog jelenteni. Május 19-én a Zöldek vezető testülete a párt Tirol tartományi vezetőjét, Ingrid Felipét választotta meg Glawischnig utódjának. A párt kancellárjelöltje azonban nem ő lett, hanem Ulrike Lunacek, a párt képviselője az Európai Parlamentben.
Június 14-én a Szociáldemokrata Párt (SPÖ) bejelentette, hogy bizonyos feltételek teljesülése esetén félretennék azt a belső szabályt, amely már harminc éve tiltja a koalíciókötést a szélsőjobboldali Osztrák Szabadságpárttal (FPÖ). A párt "értékiránytűje" alapján ilyen feltétel az európa-párti politika, az elkötelezettség a havi 1500 eurós minimumbér, a nemek egyenlősége, és az emberi jogok mellett.
Június 27-én a jobboldali populista euroszkeptikus Team Stronach párt bejelentette, hogy nem indul a választáson, miután az alapító üzletember Frank Stronach úgy döntött: nem finanszírozza tovább a pártot, és felhagy a politizálással. (A Team Stronach a 2013-as választásokon 5,73%-s szavazatarányt elérve 11 parlamenti mandátumot szerzett, és ezzel az ötödik legnagyobb párt lett.)
Július 8-án a 2016-os osztrák elnökválasztás független jelöltje, Irmgard Griss csatlakozott a NEOS liberális párt választási szövetségéhez. Habár nem tagja a pártnak és nem vett részt a NEOS előválasztásaiban, második helyet kapott a NEOS listáján, mindjárt a pártor vezető Matthias Strolz után. A párt delegáltjai ezt a lépést nagy többséggel támogatták egy Bécsben tartott gyűlésükön.
Július 14-én a korábbi salzburgi FPÖ-vezető Karl Schnell bejelentette, hogy külön listát indít a választáson, '"Freie Liste Österreich – Liste Dr. Karl Schnell (FLÖ)"' néven. Schnell már megszerezte három parlamenti képviselő támogatását, így a szabályok szerint nem kell benyújtani 2600 aláírást, hogy szerepelhessem a szavazólapokon.
Július 17-én Peter Pilz, aki alapítója és sokáig parlamenti képviselője volt a Zöld Pártnak, hátat fordított korábbi párttársainak, miután június 25-én a Zöld Párt delegáltjainak többsége megszavazta, hogy nem kerül újítják meg a részvételét a párt választási listáján. Pilz többször is kifejezte a szándékát, hogy saját listát indít. Július 25-én egy sajtótájékoztatón közzé is tette a listát (Peter Pilz listája). Rendelkezik 4 parlamenti képviselő támogatásával, így az induláshoz nem kellett szavazói aláírásokat gyűjtenie.
Augusztus 14-én az SPÖ felmondta az együttműködést izraeli tanácsadójával, Tal Silbersteinnel, akit Izraelben pénzmosás és korrupció gyanújával letartóztattak. Silberstein évekig dolgozott a szociáldemokraták közvélemény- és kampánystratégiáján.
Augusztus 14-én a népszerű humorista, Roland Düringer bejelentette, hogy az Én Szavazatom Számít listája összegyűjtötte a választáson való induláshoz szükséges több, mint 2600 aláírást.
Augusztus 16-án az Osztrák Kommunista Párt és a Zöld Pártból kizárt Ifjú Zöldek (Junge Grüne) választási szövetsége, a KPÖ+ bejelentette, hogy összegyűjtötték a szükséges több, mint 2600 aláírást, és minden tartományban indulnak a választáson.
Szeptember 30-án lemondott az SPÖ főtitkára és kampánymenedzsere, Georg Niedermühlbichler, miután kiderült, hogy besározó kampányt szervezett az ÖVP-t vezető Sebastian Kurz ellen. A Facebookon keresztül bonyolított kampányt még az SPÖ korábbi tanácsadója, Tal Silberstein kezdeményezte, akit egy hónappal korábban kizártak a pártból. Az ÖVP úgy döntött, hogy beperli az SPÖ-t, a szociáldemokraták meg az ÖVP-t perelték be.
Október 6-án Peter Puller PR tanácsadó és Silberstein korábbi munkatársa azt állította, hogy az ÖVP százezer eurót ajánlott neki információkért az SPÖ választási kampányáról egy találkozóján Kurz egyik kampányszervezőjével. Az ÖVP ezt cáfolta.

### Kampánytémák
A kampány központjában álló téma volt a bevándorlás, az integráció, a bűnözés és biztonság, az adócsökkentés és munkahelyteremtés, a nyugdíjak és az idősgondozás.
Az Imas választások előtti felmérése szerint a legtöbb osztrák szerint a migrációnak kell a kampány fő témájának lennie: 56 százalékuk a migrációról akart vitát, 51 százalék a szociális ügyekről, és csak 31 százalék a gazdaságról és a munkahelyteremtésről.

## A választási rendszer
A Nemzeti Tanács 183 tagját nyílt listás, arányos rendszerben választják, kilenc választókerületben, és ezeken belül 43 regionális választókerületben. A választókerületeket a tartományi rendszer alapján alakították ki, és különböző számú képviselőt delegálnak, 7 és 36 között. Az regionális választókerületek szintjén a Hare-kvóta, szövetségi szinten pedig a D’Hondt-módszer alapján osztják szét a mandátumokat. A küszöb 4 százalék, illetve egy mandátum valamelyik regionális választókerületben. A szavazók három preferenciaszavazatot adhatnak le, a szövetségi, az tartományi és a választókörzeti szinten. Ahhoz, hogy valaki megválasztást nyerjen, el kell érnie a pártjára leadott szavazatok legalább egyhatodát, vagy a választási kvóta felét. A kvóta az összes érvényes szavazat száma, elosztva a régióban összesen nyerhető szavazatok számával. Összesen mintegy 90 mandátum jön a regionális választókerületekből, 65 a tartományiakból, és a maradék a szövetségi szintről.

### Szavazói statisztika
A végleges számok szerint a választáson 6 401 304, legalább 16 éves állampolgár szavazhat, ebből 3 307 795 nő. A számokban beleértendő 60 749 külföldön lévő osztrák állampolgár is, akik időben regisztrálták magukat a választásra. Bár Bécs a legnépesebb tartomány, Alsó-Ausztriában van a legtöbb szavazó (1 289 119), a legkevesebb pedig Burgenlandban (232 740).

## Az induló pártok és listák

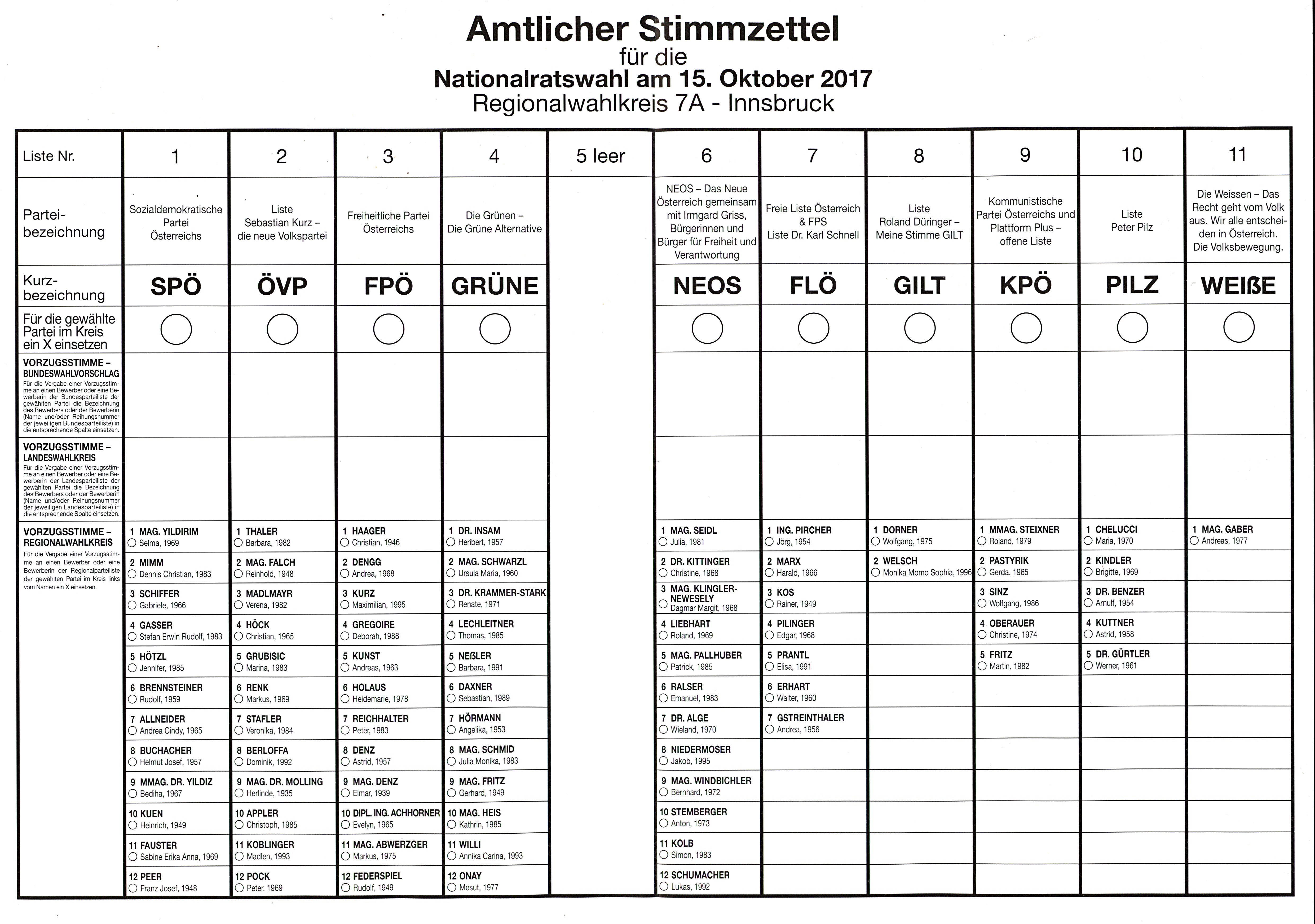
A hivatalos szavazólap (minta)

| Párt | Párt                                                          | Párt  | Ideológiája                         | Politikai pozíciója            | Vezetője                |
| ---- | ------------------------------------------------------------- | ----- | ----------------------------------- | ------------------------------ | ----------------------- |
|      | Szociáldemokrata Párt Sozialdemokratische Partei Österreichs  | SPÖ   | szociáldemokrácia                   | balközép                       | Christian Kern          |
|      | Néppárt Österreichische Volkspartei                           | ÖVP   | kereszténydemokrácia                | jobbközép                      | Sebastian Kurz          |
|      | Szabadságpárt Freiheitliche Partei Österreichs                | FPÖ   | konzervativizmus, euroszkepticizmus | jobboldal, radikális jobboldal | Heinz-Christian Strache |
|      | Zöld Párt Die Grünen – Die Grüne Alternative                  | GRÜNE | zöldpolitika, környezetvédelem      | közép                          | Ingrid Felipe           |
|      | Az új Ausztria NEOS – Das Neue Österreich und Liberales Forum | NEOS  | liberalizmus, Európa-pártiság       | közép                          | Matthias Strolz         |
|      | Peter Pilz listája Liste Peter Pilz                           | PILZ  | zöldpolitika, szociáldemokrácia     | balközép                       | Peter Pilz              |
|      | Kommunista Párt Kommunistische Partei Österreichs             | KPÖ   | kommunizmus, marxizmus              | szélsőbal                      | Mirko Messner           |
|      | A Szavazatom Számít! Meine Stimme Gilt!                       | G!LT  | populizmus, elitellenesség          | ?                              | Roland Düringer         |

### A jelenlegi Nemzeti Tanácsból
- Ausztria Szociáldemokrata Pártja (SPÖ)
- Osztrák Néppárt (Sebastian Kurz listája – az új Néppárt, ÖVP)
- Osztrák Szabadságpárt (FPÖ)
- Osztrák Zöld Párt (GRÜNE)
- NEOS – Az Új Ausztria és Liberális Fórum (Az Új Ausztria, együtt Irmgard Griss-szel, Polgárok a szabadságért és felelősségért, NEOS)
- Peter Pilz listája (PILZ)
- Salzburgi Szabad Párt (FLÖ)
- A Fehérek (WEIßE)

### Más indulók[22]

#### Egész Ausztriában
- A Szavazatom Számít! (G!LT)
- KPÖ Plus: KPÖ és az Ifjú Zöldek szövetsége (KPÖ)

#### Csak egyes tartományokban

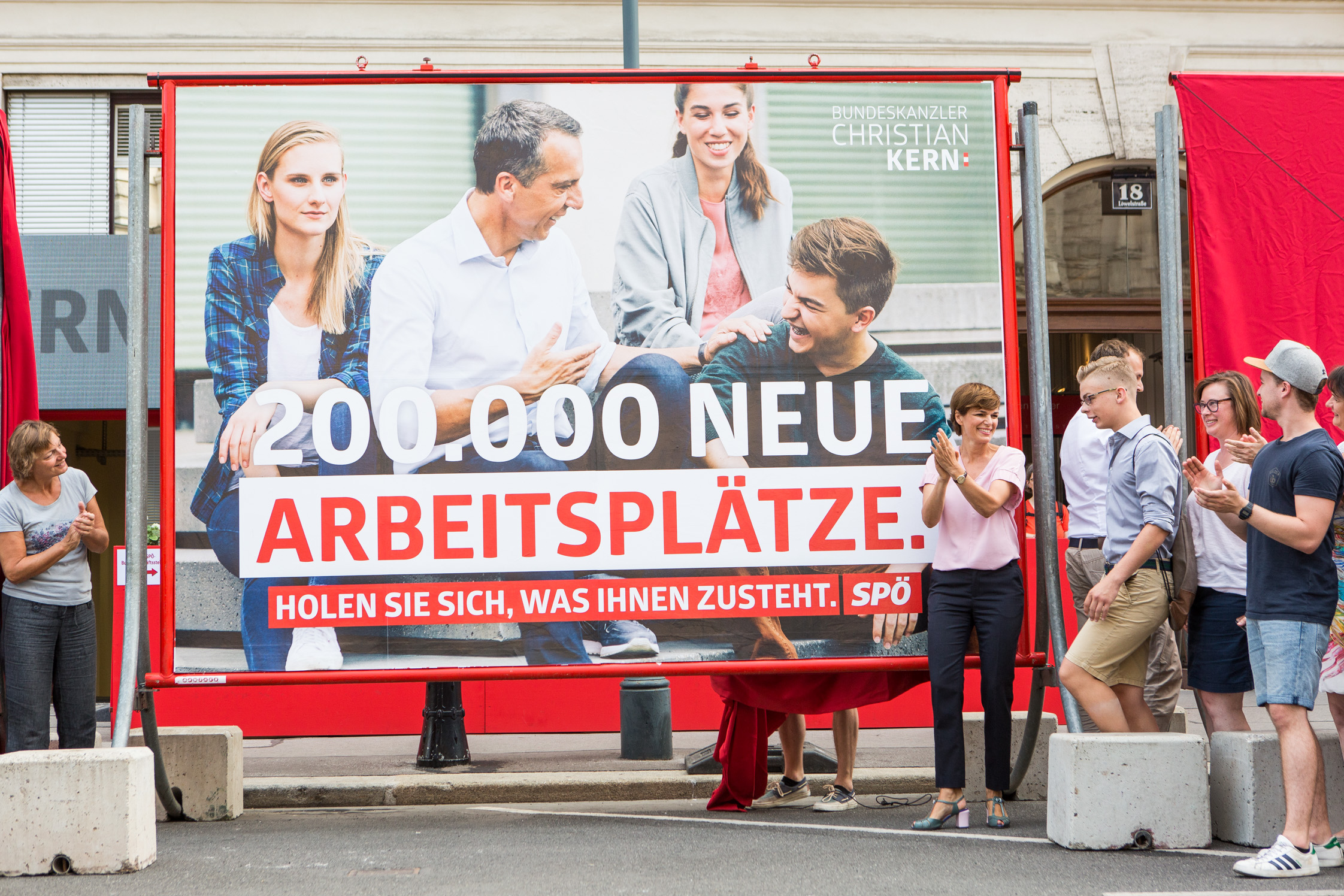
Az SPÖ egyik választási plakátja

- Szocialista Baloldali Párt (SLP) – Bécsben és Felső-Ausztriában
- Hajléktalanok a Politikában – Keresztényliberálisok – Ausztria Keresztény Nyomor Pártja (ODP) – Bécsben
- EU Kilépés Párt (EUAUS) – Bécsben
- Új Mozgalom a Jövőért (NBZ) – Vorarlbergben
- Férfiak Pártja (M) – Vorarlbergben
- Ausztria Keresztény Pártja (CPÖ) – Vorarlbergben

### Nem induló parlamenti párt
- Team Stronach (FRANK)

### Indulási feltételek
Ahhoz, hogy szövetségi szinten indulhasson a választáson, egy pártnak össze kell gyűjtenie 2600 érvényes aláírást, vagy megszerezni három parlamenti képviselő támogatását.
Ha egy párt csak egy tartományban indulna, tartományonként különböző számú aláírást kell összegyűjtenie. Ezek a küszöbök:
- 100 – Burgenland, Vorarlberg
- 200 – Karintia, Salzburg, Tirol
- 400 – Felső-Ausztria, Stájerország
- 500 – Alsó-Ausztria, Bécs

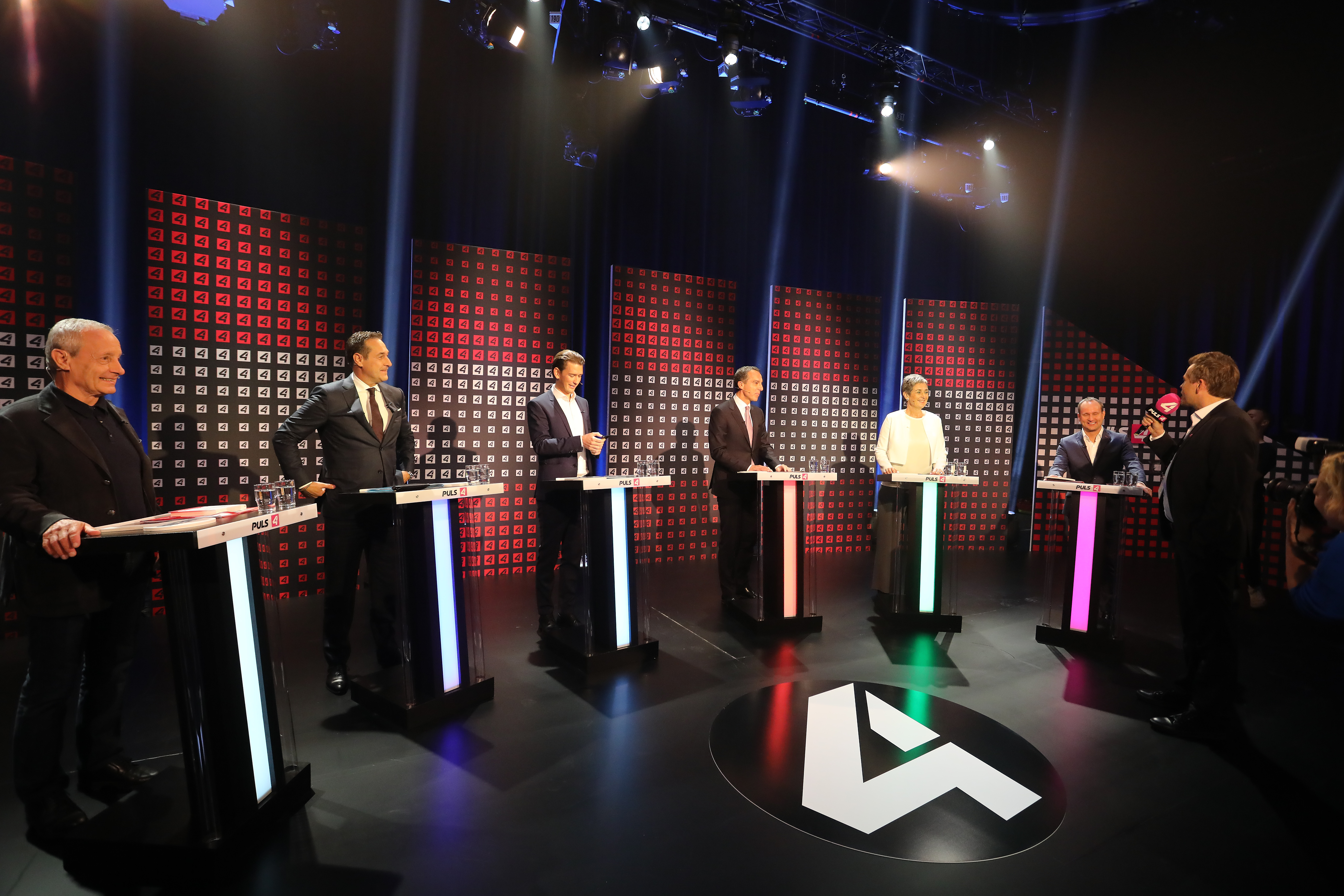
Puls 4 Jelöltek tévévitája

Az aláírásokat július 25. és augusztus 18 között gyűjthették a pártok, és ezek érvényességét a szövetségi és tartományi választási bizottságok augusztus 24-én állapították meg.

## Részvétel
|                                  |                                  |           | jogosultak arányában | szavazók arányában |
| -------------------------------- | -------------------------------- | --------- | -------------------- | ------------------ |
| Választójogosult                 | Választójogosult                 | 6 400 998 |                      |                    |
| Szavazó                          | Szavazó                          | 5 083 348 | 79,41%               |                    |
| érvényes szavazólap              | érvényes szavazólap              | 5 032 828 | 78,63%               | 99,01%             |
| érvénytelen / hiányzó szavazólap | érvénytelen / hiányzó szavazólap | 50 520    | 0,79%                | 0,99%              |
| Távolmaradó                      | Távolmaradó                      | 1 317 650 | 20,59%               |                    |

A 6,4 millió szavazásra jogosult polgárból 5,1 millió vett részt a választásokon (79%).
A részvételi arány magasabb volt mint négy évvel korábban (+4,5%).
A voksok közül ötvenezer volt érvénytelen (1,0%).

## Eredmény
| Párt     | Párt                          | Szavazat  | Szavazat | Képviselő | Képviselő | +/– |
| -------- | ----------------------------- | --------- | -------- | --------- | --------- | --- |
|          | Néppárt (ÖVP)                 | 1 586 106 | 31,52%   | 62        | 33,88%    | +15 |
|          | Szociáldemokrata Párt (SPÖ)   | 1 351 918 | 26,86%   | 52        | 28,42%    | ±0  |
|          | Szabadságpárt (FPÖ)           | 1 310 614 | 26,04%   | 51        | 27,87%    | +11 |
|          | Az új Ausztria (NEOS)         | 264 317   | 5,25%    | 10        | 5,46%     | +1  |
|          | Peter Pilz listája (PILZ)     | 220 088   | 4,37%    | 8         | 4,37%     | Új  |
|          | Zöld Párt (GRÜNE)             | 189 467   | 3,76%    | 0         |           | –24 |
|          | A Szavazatom Számít! (G!LT)   | 47 808    | 0,95%    | 0         |           |     |
|          | Kommunista Párt (KPÖ)         | 39 074    | 0,78%    | 0         |           |     |
|          |                               |           |          |           |           |     |
|          | további nyolc párt (összesen) | 23 436    | 0,47%    | 0         |           |     |
|          |                               |           |          |           |           |     |
| Összesen | Összesen                      | 5 032 828 |          | 183       |           |     |

## Fordítás
Ez a szócikk részben vagy egészben  az   Austrian legislative election, 2017 című angol Wikipédia-szócikk ezen változatának fordításán alapul.  Az eredeti cikk szerkesztőit annak laptörténete sorolja fel. Ez a jelzés csupán a megfogalmazás eredetét és a szerzői jogokat jelzi, nem szolgál a cikkben szereplő információk forrásmegjelöléseként.